# 浙江省杭州学军中学

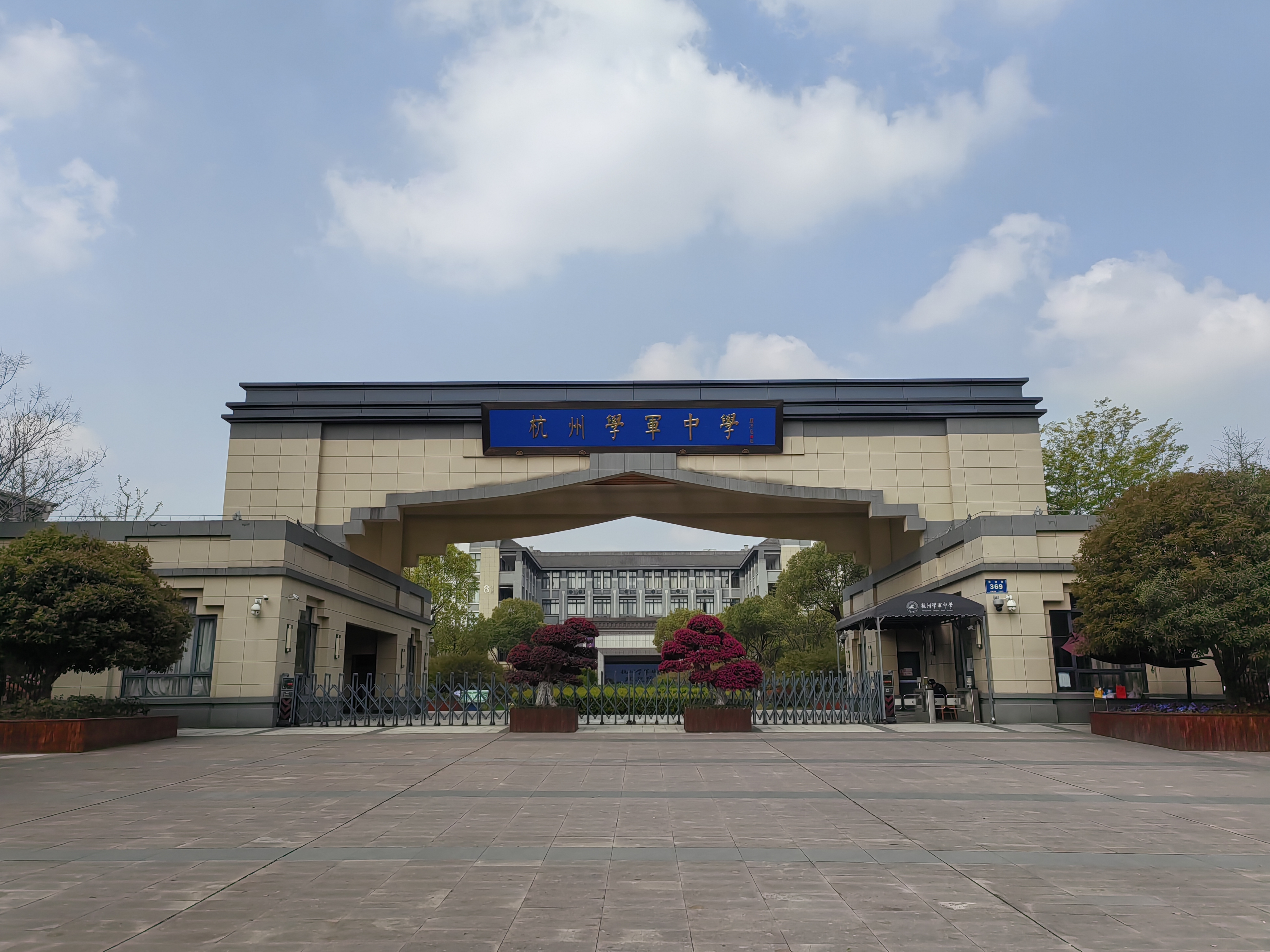
浙江省杭州学军中学紫金港校區

浙江省杭州学军中学创建于1956年，是浙江省首批一级重点中学。本部（西溪校区）位于西湖区文三路188号。该校目前有西溪、紫金港、海创园、文渊四个校区，紫金港校区于2016年开始招生，海创园学校于2018年开始招生，文渊中学初中部于2018年开始招生，高中部于2019年开始招生。另有桐庐校区正在建设，预计于2024年9月开始招生。

## 历史
学军中学原为杭州大学（现浙江大学西溪校区）附属中学。学校是浙江省对外开放最早的“窗口学校”之一。现为浙江省人民政府确定的浙江省重点涉外单位，并且是国务院侨务办公室的华文教育基地。
1978年，被浙江省人民政府批准为浙江省首批办好的重点中学。1995年，被浙江省教育委员会确认为浙江省首批一级重点中学。1997年，被中国教育部确定为“全国中小学现代教育技术实验学校”。2005年学校由完全中学改为高级中学，初中班级转为杭州文澜中学。
学军中学分校紫金港校区占地面积共有150亩，建筑面积10万平米，于2016年9月开学。杭州学军中学海创园学校占地210亩，建筑用地面积141501平方米，于2018年9月开学。
严州中学于2016年加盟学军中学教育集团。

## 概况
- 办学思想：学教和谐、因人施教、发挥特长、提高素质
- 校风：和谐、求实、创新
- 校训：励志、求知、进取
- 现任校长：邱月灵[7]

## 校名
该校数易其名。
现名由文革时期的文三路来命名（当时响应“学工、学农、学军”的口号，学校所在道路称学军路）。

## 历任校长
- 张世昌 任期：1956年8月－1958年7月
- 陈铎民 任期：1958年7月－1966年2月
  - 朱联（副校长）任期：1961年10月－1965年8月
  - 俞芳（副校长）任期：1961年9月－1966年5月
- 王　蛟 任期：1978年1月－1982年8月
- 卢瑞宝 任期：1982年5月－1984年7月
- 陈士良 任期：1984年7月－1997年6月
- 任继长 任期：1997年7月－2007年3月
- 马里松 任期：2007年3月－2012年8月
- 陈立群 任期：2012年8月－2015年8月
- 陈　萍 任期：2015年8月－2021年8月
- 邱月灵 任期：2021年8月－至今

## 教育成果
- 2009年，在中国数学奥林匹克中，该校周意闻同学获一等奖。
- 2013年，杭州学军中学高考一本上线人数为501人，重点率达94.88%。
- 2014年，杭州学军中学高考文科应届毕业生为72人，一本上线人数为66人，重点率达91.67%；理科应届毕业生为450人，一本上线人数为424人，重点率达94.2%；全省文科前100名占4人；文科700分以上有4人。全省理科前100名占7人；理科730分以上有13人。[9]
- 2020年，在第61届国际数学奥林匹克（IMO）竞赛中，杭州学军中学的梁敬勋获得第四名。[10]

## 校友
- 俞飞鸿
- 王重鸣
- 吴胜利
- 马佳
- 沈劲

## 对外交流
学校重视对外交流，自1992年来已接待了56个国家和地区的4万多位朋友，并和美国、英国、德国、日本、加拿大、澳大利亚等国的学校建立相互交流、互派师生的友好合作关系。学校每年选派高一新生1名、高三毕业生2名分别赴日本晓星国际学校和福井大学公派留学。

### 友好学校
- 美国莱克星顿市勒星顿高中
- 美国黑兹雷特中学
- 美国戈瑞芬中学
- 法国森林中学
- 德国克雷费尔德市安特中学
- 德国克雷费尔德市RHG中学
- 德国克雷费尔德市MSM中学
- 德国卡而卡市立学校
- 英国利兹市亨利王子王子学校
- 日本鶴見大學附屬中學校及高等學校